# Бреслин, Эбигейл
Э́бигейл Ке́йтлин Бре́слин (англ. Abigail Kathleen Breslin; род. 14 апреля 1996, Нью-Йорк) — американская актриса и певица. Прорывом для неё стала роль Олив Хувер в фильме «Маленькая мисс Счастье» (2006), за которую она в 10 лет была номинирована на премию «Оскар» в категории «Лучшая женская роль второго плана», став одним из самых молодых номинантов в истории Американской киноакадемии.

## Ранние годы
Эбигейл родилась в семье Ким (в девичестве Уолш) и Майкла Бреслина, который работает телекоммуникационным специалистом, программистом и консультантом, имеет еврейские корни. У неё есть два старших брата, Райан и Спенсер, которые также являются актёрами. Её бабушка по материнской линии, Екатерина, умерла в июне 2015 года. Актрису назвали в честь Эбигейл Адамс, второй первой леди США.

## Карьера

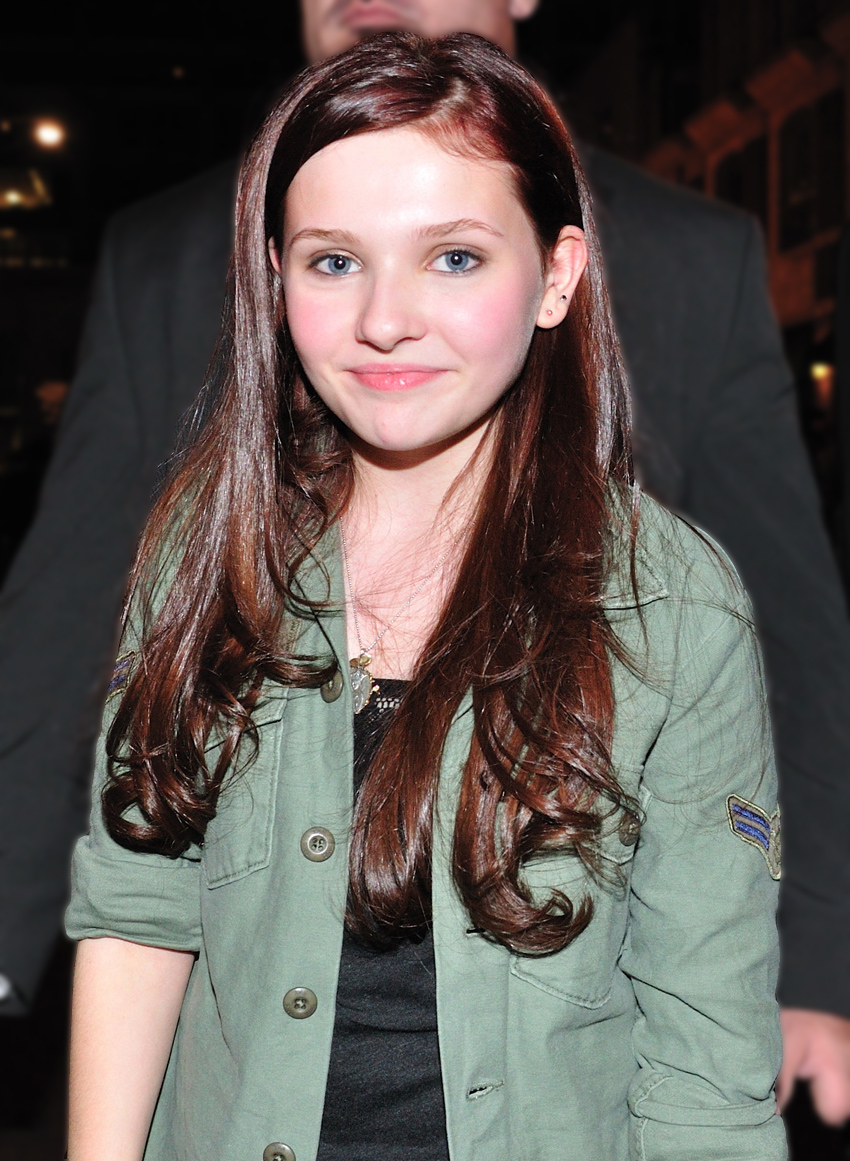
Эбигейл Бреслин на кинофестивале в Торонто, в 2010 году

Первая роль актрисы была в фильме «Знаки» (2002), в котором она сыграла Бо Хесс, дочь главного героя, Грэма Хесс (Мел Гибсон). Фильм получил в основном положительные отзывы, и имел кассовый успех, собрав $408 млн по всему миру. После она сыграла небольшую роль в фильме «Дневники принцессы 2: Как стать королевой» (2004) и в независимом фильме «В руках Бога» (2004), который собрал в мировом прокате $394 390.
Прорывом для Бреслин стала роль Олив Хувер в комедийной драме «Маленькая мисс Счастье» (2006), в котором она сыграла девочку, мечтающую победить в конкурсе красоты. Кинокартина была критически и коммерчески успешна, собрав в мировом прокате $100 млн. За свою роль актриса в 10 лет получила номинации на «Оскар», BAFTA и др.
Затем Эбигейл Бреслин снялась в романтической комедии «Вкус жизни» (2007). Фильм получил в основном негативные отзывы, но был успешен в прокате, собрав $92 млн по всему миру. В 2008 году Бреслин снялась вместе с Джоди Фостер, в фильме «Остров Ним», актриса играла девочку, живущую на отдалённом тропическом острове. Кинокартина получила смешанные отзывы, но была успешна в прокате, собрав $100 млн по всему миру. В 2008 году она также приняла участие в съёмках фильма «Кит Киттредж: Загадка американской девочки». Фильм был основан на рассказе Патрисии Розема и посвящён компании Американская девушка. Кинокартина получила положительные отзывы, собрав $17 млн в мировом прокате.
В 2009 году Бреслин снялась в фильме «Мой ангел-хранитель», который получил смешанные отзывы, но имел финансовый успех, собрав $95 млн по всему миру. Также в этом году она снялась в фильме «Добро пожаловать в Зомбилэнд», кинокартина получила положительные отзывы, и была успешна в прокате, собрав $102 млн по всему миру. В феврале 2010 года состоялся бродвейский дебют Бреслин, в пьесе «Сотворившая чудо», в которой она сыграла Хелен Келлер. Слабовидящая актриса Кира Сигел стала её дублёршей. Продажи билетов на спектакль были признаны неутешительными, и вскоре он был закрыт, в апреле 2010 года.
В 2013 году она появилась в фильме «Август: Графство Осейдж» и в триллере «Тревожный вызов», который получил смешанные отзывы, собрав в мировом прокате $68 млн. Бреслин также снялась в экранизации романа Орсона Скотта Карда, «Игра Эндера» (2013). Фильм получил смешанные отзывы, собрав в мировом прокате $125 млн.
С 2015 по 2016 год играла одну из ведущих ролей в телесериале канала Fox «Королевы крика».

## Личная жизнь
С апреля 2017 года состоит в отношениях с Айрой Кунянски. В феврале 2022 года Бреслин и Кунянски обручились, о чем Эбигейл сообщила в Instagram. 28 января 2023 года пара поженилась.

## Фильмография
| Год       |    | Русское название                           | Оригинальное название                      | Роль                    |
| --------- | -- | ------------------------------------------ | ------------------------------------------ | ----------------------- |
| 2002      | ф  | Знаки                                      | Signs                                      | Бо Хесс                 |
| 2002      | с  | За что тебя люблю                          | What I Like About You                      | Джози                   |
| 2002      | с  | Таксист                                    | Hack                                       | Кайла Адамс             |
| 2004      | ф  | Модная мамочка                             | Raising Helen                              | Сара Дэвис              |
| 2004      | ф  | Дневники принцессы 2: Как стать королевой  | The Princess Diaries 2: Royal Engagement   | Каролина                |
| 2004      | ф  | Жил-был пёсик                              | Chestnut: Hero of Central Park             | Рэй                     |
| 2004      | ф  | В руках Бога                               | Keane                                      | Кира Бедик              |
| 2004      | с  | Закон и порядок: Специальный корпус        | Law & Order: Special Victims Unit          | Пэтти Брэнсон           |
| 2004      | с  | Морская полиция: Спецотдел                 | NCIS: Naval Criminal Investigative Service | Сэнди Уотсон            |
| 2005      | тф | Семейный план                              | Family Plan                                | Николь                  |
| 2006      | в  | Принцы воздуха                             | Air Buddies                                | Роузбад                 |
| 2006      | ф  | Санта-Клаус 3                              | The Santa Clause 3: The Escape Clause      | Триш                    |
| 2006      | ф  | Последний подарок                          | The Ultimate Gift                          | Эмили Роуз              |
| 2006      | ф  | Маленькая мисс Счастье                     | Little Miss Sunshine                       | Олив Хувер              |
| 2006      | с  | Говорящая с призраками                     | Ghost Whisperer                            | Сара Эпплуайт           |
| 2006      | с  | Анатомия страсти                           | Grey's Anatomy                             | Меган Кловер            |
| 2007      | ф  | Вкус жизни                                 | No Reservations                            | Зои Армстронг           |
| 2008      | ф  | Да, нет, наверное                          | Definitely, Maybe                          | Майя Хэйс               |
| 2008      | ф  | Остров Ним                                 | Nim's Island                               | Ним Русо                |
| 2008      | ф  | Кит Киттредж: Загадка американской девочки | Kit Kittredge: An American Girl            | Кит Киттредж            |
| 2009      | ф  | Мой ангел-хранитель                        | My Sister's Keeper                         | Анна Фицджеральд        |
| 2009      | ф  | Добро пожаловать в Зомбилэнд               | Zombieland                                 | Литл-Рок                |
| 2010      | мф | Квантовый квест: Космическая одиссея       | Quantum Quest: A Cassini Space Odyssey     | Джена                   |
| 2010      | ф  | Джэни Джонс                                | Janie Jones                                | Джэни Джонс             |
| 2011      | мф | Ранго                                      | Rango                                      | Присцилла               |
| 2011      | ф  | Старый Новый год                           | New Year's Eve                             | Хейли Дойл              |
| 2011      | мф | Замбезия                                   | Zambezia                                   | Зоуи                    |
| 2013      | ф  | Тревожный вызов                            | The Call                                   | Кейси Уэлсон            |
| 2013      | ф  | Лимб                                       | Haunter                                    | Лиза Джонсон            |
| 2013      | ф  | Игра Эндера                                | Ender's Game                               | Валентина Виггин        |
| 2013      | ф  | Август: Графство Осейдж                    | August: Osage County                       | Джин Фордэм             |
| 2014      | ф  | Злая кровь                                 | Wicked Blood                               | Ханна Ли                |
| 2014      | ф  | Школьный проект                            | Perfect Sisters                            | Сандра Андерсен         |
| 2015      | ф  | Заражённая                                 | Maggie                                     | Мэгги Вогель            |
| 2015      | ф  | Последняя девушка                          | Final Girl                                 | Вероника                |
| 2015—2016 | с  | Королевы крика                             | Scream Queens                              | Либби Патни / Шанель #5 |
| 2016      | ф  | Корпорация «Страх»                         | Fear, Inc.                                 | Дженнифер Адамс         |
| 2017      | тф | Грязные танцы                              | Dirty Dancing                              | Фрэнсис «Бэби» Хаусман  |
| 2017      | ф  | Цирк уродов                                | Freak Show                                 | Линетт                  |
| 2019      | ф  | Zомбилэнд: Контрольный выстрел             | Zombieland: Double Tap                     | Литл-Рок                |
| 2021      | ф  | Тихий омут                                 | Stillwater                                 | Эллисон Бейкер          |
| 2023      | ф  | Дьявол в деталях. Дело Миранды             | Miranda's Victim                           | Патрисия «Триш» Вейр    |
| 2024      | ф  | Совершенно секретно                        | Classified                                 |                         |

## Роли в театре
| Русское название | Оригинальное название | Год  | Роль         | Примечания                | Ист.   |
| ---------------- | --------------------- | ---- | ------------ | ------------------------- | ------ |
| Сотворившая чудо | The Miracle Worker    | 2010 | Хелен Келлер | Окружной театр Манхэттена | [ 29 ] |

## Отзывы
Эбигейл Бреслин получила положительные оценки критиков за роль в фильме «Знаки» (2002). Дэвид Ансен из Newsweek писал, что она и её коллега Рори Калкин продемонстрировали «очень натуральную и тонкую игру». Также игра Бреслин была оценена критиками в фильме «В руках Бога» (2004), Меган Кин из The New York Sun писала: «Сцены между Дэмиэном Льюисом и очаровательной, хрупкой Кирой, которую победоносно сыграла Эбигейл Бреслин, приносят пленяющую человечность в фильм».
Роль актрисы в фильме «Маленькая мисс Счастье» (2006), была высоко оценена критиками. Клодия Пуиг из USA Today писала: «Если бы Олив сыграла любая другая маленькая девочка, она бы не повлияла на нас так сильно, как Эбигейл Бреслин». Стивен Реа из The Philadelphia Inquirer писал о ней в фильме «Да, нет, наверное» (2008): «Она очаровательная, немного тревожная, подкрепляющая остроумие своим актёрским инстинктом». Бреслин также получила высокие оценки критиков за роль в фильме «Кит Киттредж: Загадка американской девочки» (2008). Джо Моргенштерн из The Wall Street Journal писал: «Она несёт рассказ, наполненный событиями, с неослабевающей грацией».
Джеймс Берардинелли писал, что Эбигейл Бреслин и Софья Васильева в фильме «Мой ангел-хранитель» (2009), «демонстрируют естественную связь, которую можно было бы ожидать от сестёр, и нет намека на выдумку или переигрывание в любой из них». Эндрю Баркер из Variety писал об актрисе в фильме «Тревожный вызов» (2013): «Она оправдывает себя достаточно хорошо для проблемной роли, в которой она вынуждена плакать и кричать почти непрерывно». Выступление Бреслин в пьесе «Сотворившая чудо», было высоко оценено критиками. Фрэнк Шек из The Hollywood Reporter написал, что она «хорошо изображает дикое непослушание Хелен в ранних разделах пьесы и глубокую, трогательную связь с её учителем».

## Награды и номинации
Список приведён в соответствии с данными сайта IMDb.com.
| Год  | Награда                            | Категория                              | Работа                                     | Результат |
| ---- | ---------------------------------- | -------------------------------------- | ------------------------------------------ | --------- |
| 2003 | Young Artist Award                 | Лучшая молодая актриса                 | Знаки                                      | Номинация |
| 2007 | Оскар                              | Лучшая женская роль второго плана      | Маленькая мисс Счастье                     | Номинация |
| 2007 | Ассоциация кинокритиков Чикаго     | Лучшая актриса                         | Маленькая мисс Счастье                     | Номинация |
| 2007 | Империя                            | Лучшая актриса                         | Маленькая мисс Счастье                     | Номинация |
| 2007 | Готэм                              | Лучший актёрский прорыв                | Маленькая мисс Счастье                     | Номинация |
| 2007 | Ассоциация кинокритиков Айовы      | Лучшая актриса                         | Маленькая мисс Счастье                     | Победа    |
| 2007 | Спутник                            | Лучшая актриса второго плана           | Маленькая мисс Счастье                     | Номинация |
| 2007 | Кинофестиваль в Токио              | Лучшая актриса                         | Маленькая мисс Счастье                     | Победа    |
| 2007 | BAFTA                              | Лучшая женская роль второго плана      | Маленькая мисс Счастье                     | Номинация |
| 2007 | Выбор критиков                     | Лучшая молодая актриса                 | Маленькая мисс Счастье                     | Победа    |
| 2007 | Выбор критиков                     | Лучший актёрский ансамбль              | Маленькая мисс Счастье                     | Победа    |
| 2007 | MTV Movie Awards                   | Лучший актёрский прорыв                | Маленькая мисс Счастье                     | Номинация |
| 2007 | Премия Гильдии киноактёров США     | Лучшая женская роль второго плана      | Маленькая мисс Счастье                     | Номинация |
| 2007 | Премия Гильдии киноактёров США     | Лучший актёрский состав в игровом кино | Маленькая мисс Счастье                     | Победа    |
| 2007 | Ассоциация кинокритиков Сент-Луиса | Лучшая актриса                         | Маленькая мисс Счастье                     | Номинация |
| 2007 | Young Artist Award                 | Лучшая молодая актриса                 | Маленькая мисс Счастье                     | Победа    |
| 2008 | Выбор критиков                     | Лучшая молодая актриса                 | Вкус жизни                                 | Номинация |
| 2008 | Teen Choice Awards                 | Лучшая актриса                         | Остров Ним                                 | Номинация |
| 2008 | Young Artist Award                 | Лучшая молодая актриса                 | Вкус жизни                                 | Номинация |
| 2009 | Young Artist Award                 | Лучшая молодая актриса                 | Кит Киттредж: Загадка американской девочки | Номинация |
| 2010 | Young Artist Award                 | Лучшая молодая актриса                 | Мой ангел-хранитель                        | Победа    |
| 2012 | Young Artist Award                 | Лучшее озвучивание                     | Ранго                                      | Номинация |
| 2013 | Премия Гильдии киноактёров США     | Лучший актёрский состав в игровом кино | Август: Графство Осейдж                    | Номинация |
| 2016 | Fangoria Chainsaw Awards           | Лучшая актриса                         | Заражённая                                 | Номинация |